# Prepoznavanje obrazaca
U mašinskom učenju, prepoznavanje obrazaca (engl. pattern recognition) je proces dodeljivanja oznaka datoj ulaznoj vrednosti. Jedan oblik prepoznavanja obrazaca je klasifikacija, koja pokušava da svrsta svaku ulaznu vrednost u jednu klasa iz datog skupa klasa (na primer, određivanje da li je dati imejl „spam“ ili „nije spam“). Prepoznavanje obrazaca obuhvata niz drugih tipova izlaza. Drugi primeri su regresiona analiza, koja dodeljuje realne vrednosti svakoj ulaznoj vrednosti; anotacija sekvenci, koja dodeljuje klasu svakom članu sekvence; i raščlanjivanje, koje dodeljuje drvo izvođenja ulaznoj rečenici, čime se opisuje sintaksna struktura rečenice.
Algoritmi za prepoznavanje obrazaca generalno imaju za cilj pružanje razumnog odgovora za sve moguće ulaze. To je u suprotnosti sa algoritmima modela sparivanja, koji traže potpuno prepoznavanje ulaza koristeći postojeći skup obrazaca. Čest slučaj algoritma za prepoznavanje obrazaca je algoritam za prepoznavanje regularnih izraza, koji pretražuje tekst za date obrasce. Ovi algoritmi su komponenta mnogih tekst editora i tekst procesora.
Prepoznavanje obrazaca se izučava u mnogim poljima, uključujući psihologiju, psihitriju, etologiju, kognitivnu nauku, protok saobraćaja i informatiku.

## Literatura
- Koutroumbas Konstantinos; Theodoridis Sergios (2008). Pattern Recognition (4th изд.). Boston: Academic Press.  1-59749-272-8.
- Hornegger Joachim; Paulu Dietrich W. R. (1999). Applied Pattern Recognition: A Practical Introduction to Image and Speech Processing in C++ (2nd изд.). San Francisco: Morgan Kaufmann Publishers.  3-528-15558-2.
- Schuermann Juergen (1996). Pattern Classification: A Unified View of Statistical and Neural Approaches. New York: Wiley.  0-471-13534-8.
- Godfried T. Toussaint, ур. (1988). Computational Morphology. Amsterdam: North-Holland Publishing Company.
- Kulikowski Casimir A.; Weiss Sholom M. (1991). Computer Systems That Learn: Classification and Prediction Methods from Statistics, Neural Nets, Machine Learning, and Expert Systems. Machine Learning. San Francisco: Morgan Kaufmann Publishers.  1-55860-065-5.
- Jain Anil.K.; Duin Robert.P.W.; Mao Jianchang (2000). „Statistical pattern recognition: a review”. IEEE Transactions on Pattern Analysis and Machine Intelligence. 22 (1): 4—37. doi:10.1109/34.824819.
- Fukunaga (1990). Introduction to Statistical Pattern Recognition (2nd изд.). Boston: Academic Press.  0-12-269851-7. Текст „ Keinosuke ” игнорисан (помоћ)
- Bishop Christopher (2006). Pattern Recognition and Machine Learning. Berlin: Springer.  0-387-31073-8.

## Spoljašnje veze
- Međunarodna asocijacija za prepoznavanje obrazaca
- Prepoznavanje obrazaca